# Walter Sisulu National Botanical Garden
Der Walter Sisulu National Botanical Garden bei Krugersdorp in der Provinz Gauteng gehört zu den staatlichen botanischen Gärten Südafrikas, die vom South African National Biodiversity Institute (SANBI) als Forschungs- und Bildungseinrichtungen unterhalten werden.
Der botanische Garten ist eine relativ junge Anlage dieser Art in Südafrika. Er wurde 1982 als Transvaal National Botanic Garden gegründet und auf einem unbebauten Gelände im westlichen Umfeld jenseits von Johannesburg angelegt. Im Jahre 1987 wurde die Anlage als Witwatersrand National Botanical Garden (afrikaans: Witwatersrand Nasionale Botaniese Tuin) für die Öffentlichkeit zugänglich gemacht. Seit 2004 trägt er den heutigen Namen, benannt nach Walter Sisulu, einem politischen Weggefährten von Nelson Mandela. Vor der Anlage dieses Gartens befand sich hier ein naturbelassenes Gelände, das schon länger der Naherholung diente.

## Lage
Der Walter Sisulu National Botanical Garden liegt inzwischen an einem westlichen Grenzabschnitt der Metropolgemeinde City of Johannesburg, die über die Jahre sich weiter ausgedehnt hatte. Jedoch nur ein kleinerer Teil erstreckt sich auf Johannesburger Seite. Weiter westlich setzt er sich auf dem Gebiet der Lokalgemeinde Mogale City fort. Die Stadträte der regionalen Gemeinden Roodepoort und Krugersdorp hatten für das Vorhaben kommunale Flächen zur Verfügung gestellt. Das Areal umschließt eine mit Felsen ausgeprägte Höhenstufe als Teil der Landschaft Witwatersrand. Im Süden grenzen die Siedlungen Noordheuwel und Roodeport an den botanischen Garten.
Im Zentrum des teilweise parkartigen Geländes fällt der Wasserlauf des Krokodilrivier über die Felsklippen und bildet dabei den Witpoortjie Falls. Der Name stammt aus einer Zeit, als die Besucher aus Richtung Johannesburg die Eisenbahn zur Anfahrt nutzten und an der Witpoortjie Station ausstiegen, um auf einer Wanderung dieses Areal zu erreichen.

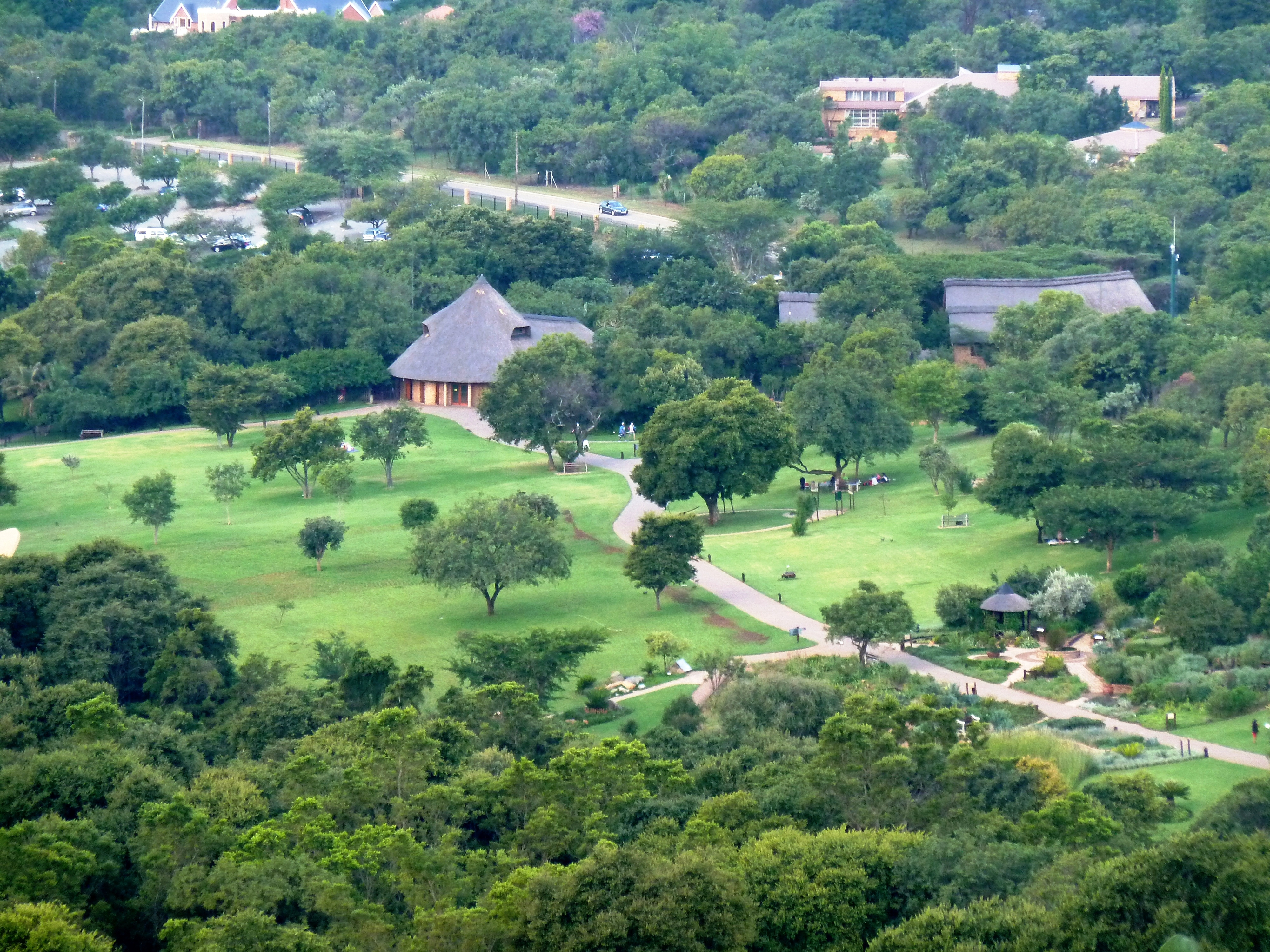
Blick auf Funktions- und Themenbereiche
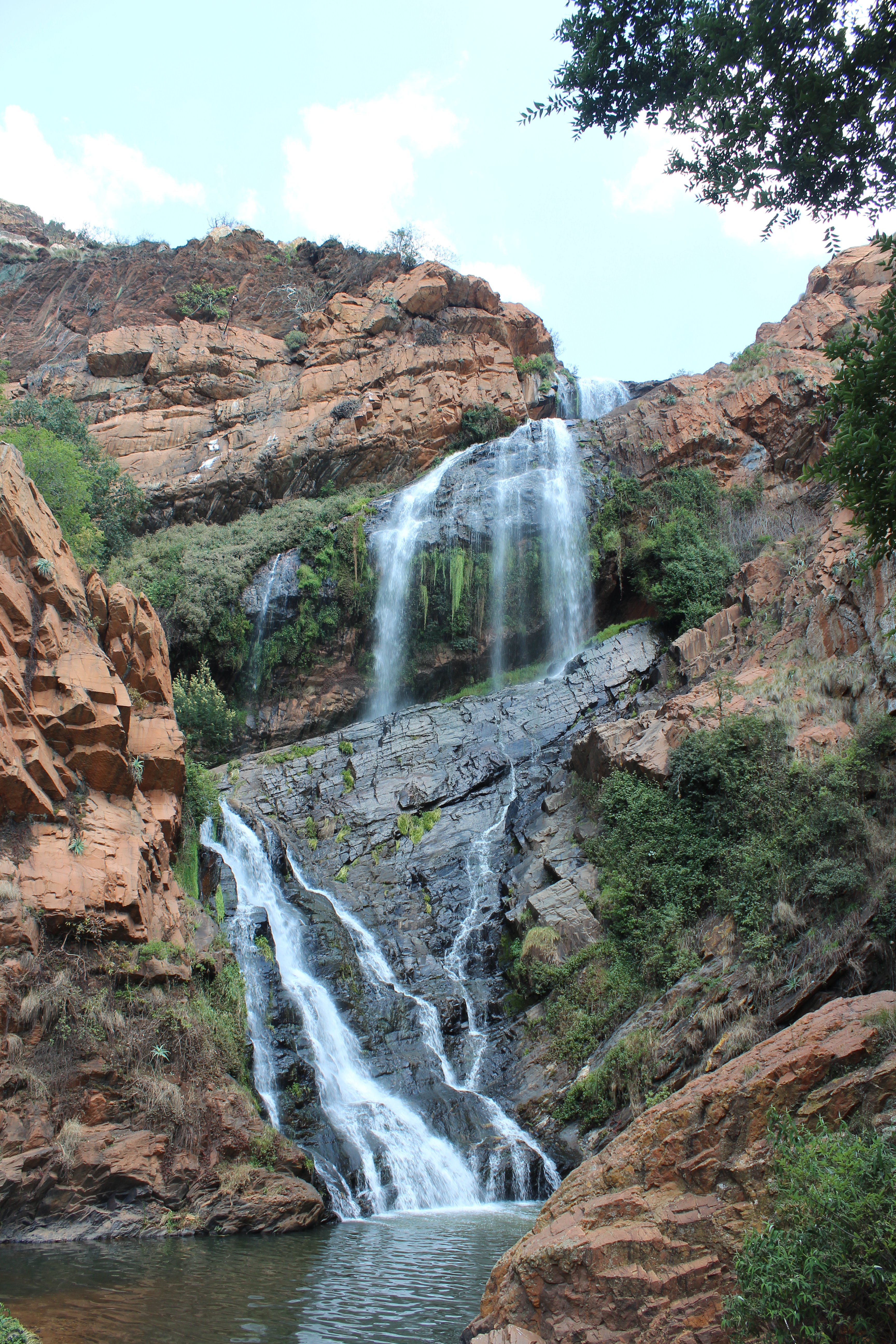
Witpoortjie-Wasserfall
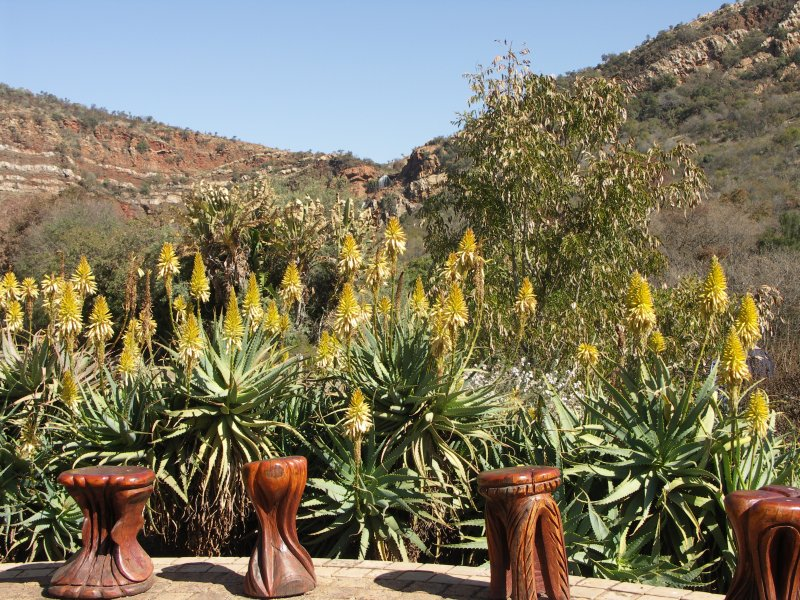
Besucherbereich
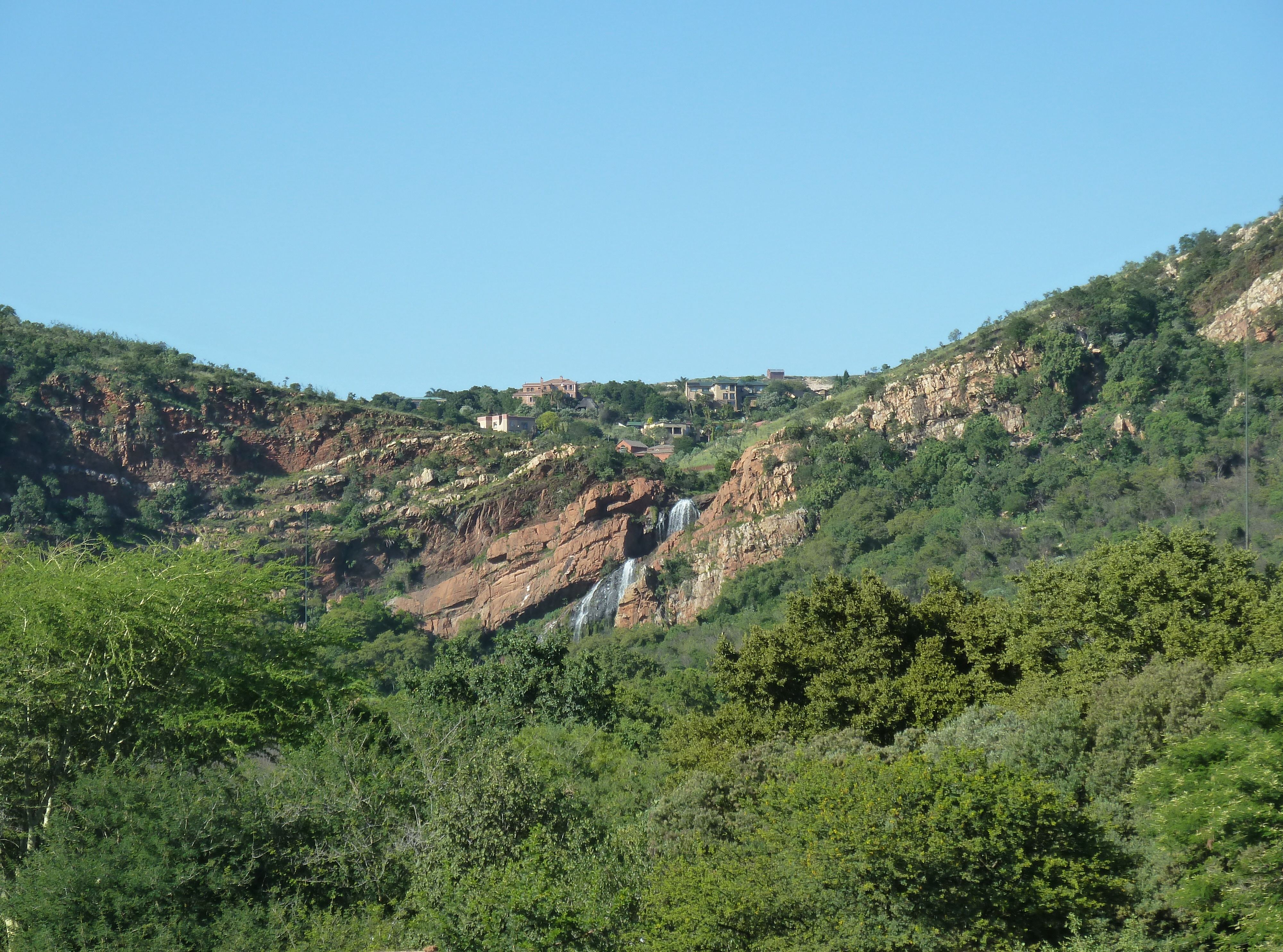
Landschaft im botanischen Garten
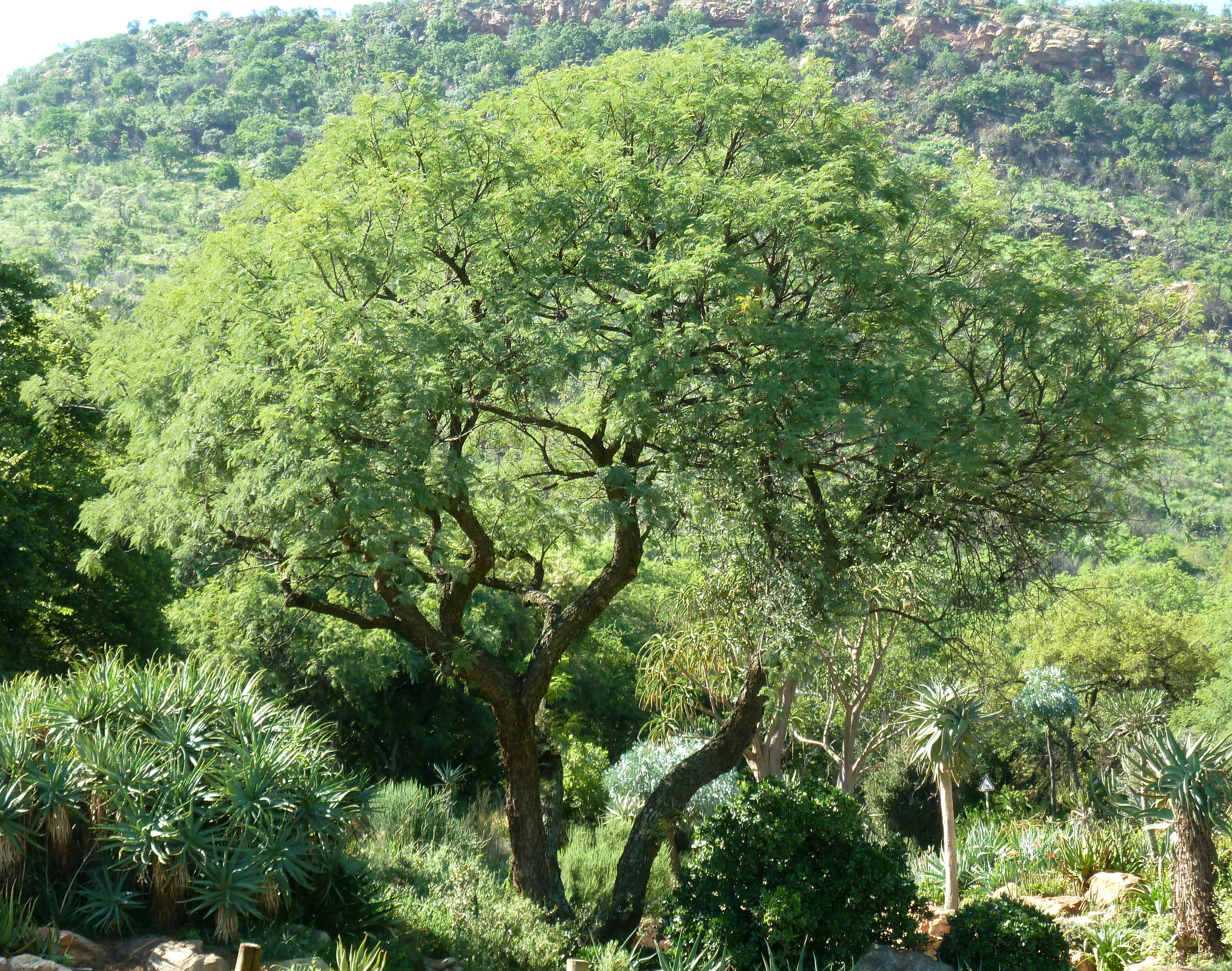
Landschaft im botanischen Garten (Senegalia caffra, früher Acacia caffra[2])
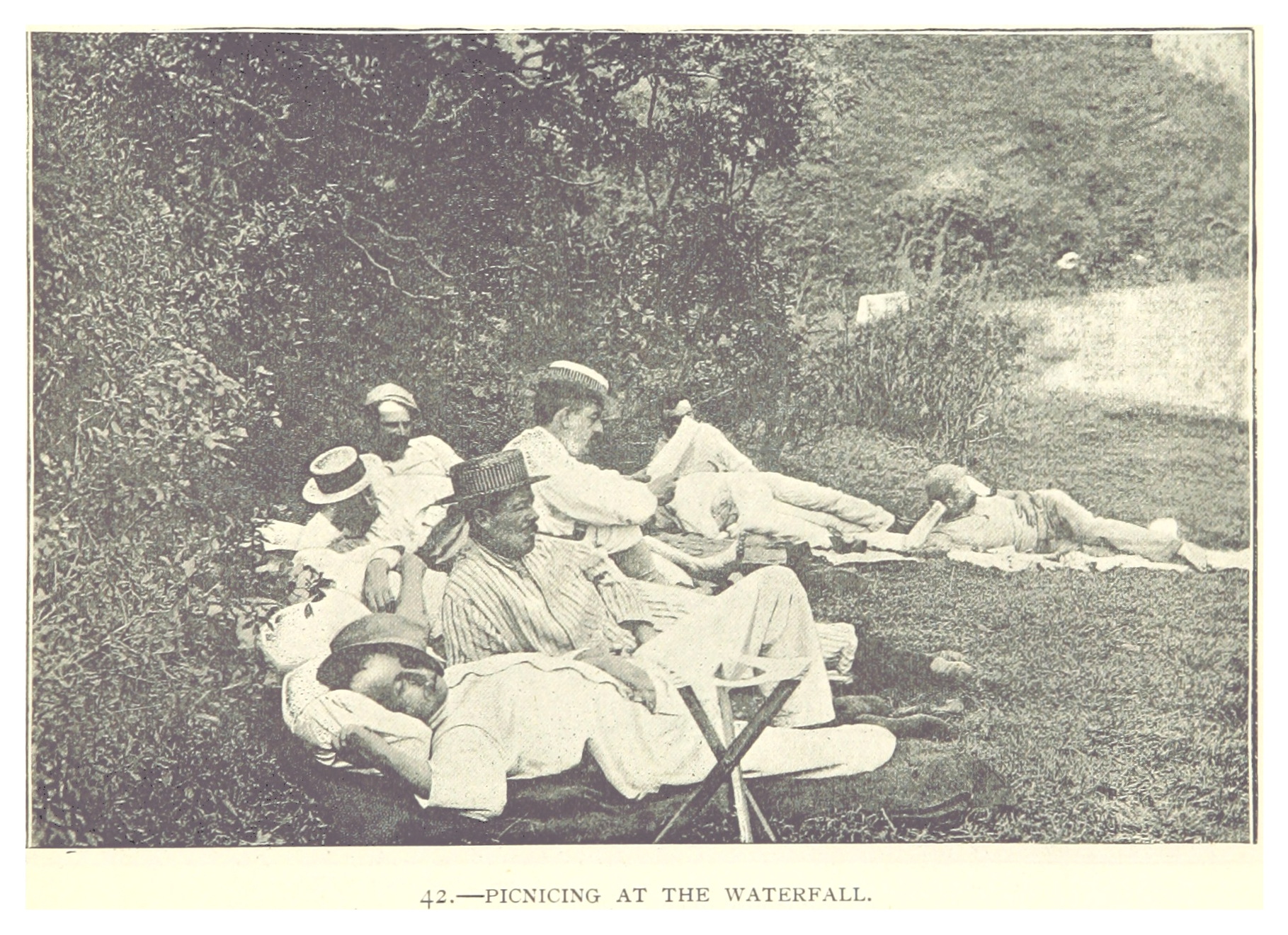
Historische Szene am Wasserfall, 1893

## Themen- und Funktionsbereiche
Im Verlaufe seiner Entwicklung sind mehrere thematische Bereiche entstanden; solche sind: Succulent Rockery Garden (Sukkulente und Steingarten), Cycad Garden (Palmfarne), Water Garden (Wasserpflanzen), Fern Trail (Farn-Weg), Arboretum, Geological Garden (geologischer Garten), People’s Plant Garden (Zierpflanzen), Birds and Butterfly Garden (Vögel und Schmetterlinge), Dell section (Talaue), Waterwise Garden (Wasseranlagen) und das Wild Flower Area (Wildpflanzen). Ein Konzertplatz, der auch anderen Veranstaltungen dient, ist in die thematisch gestalteten Flächen integriert.
Der östliche Bereich des botanischen Gartens wird vom nach Norden zum Hartbeespoort-Stausee zufließenden Krokodilrivier durchzogen. In dessen Nähe befindet sich der Sasol Dam, ein Refugium für Wasserpflanzen mit einem angeschlossenen kleinen Feuchtgebiet-Bereich.
Das Eingangszentrum für die Besucher mit einem Tagungsbereich (Strelitzia Hall), Kinderspielplatz, ein Restaurant, ein Umweltbildungszentrum (Nestlé Environmental Education Centre) und eine eigene wissenschaftliche Zuchtgärtnerei ergänzen die technisch-kommunikative Infrastruktur des botanischen Gartens.

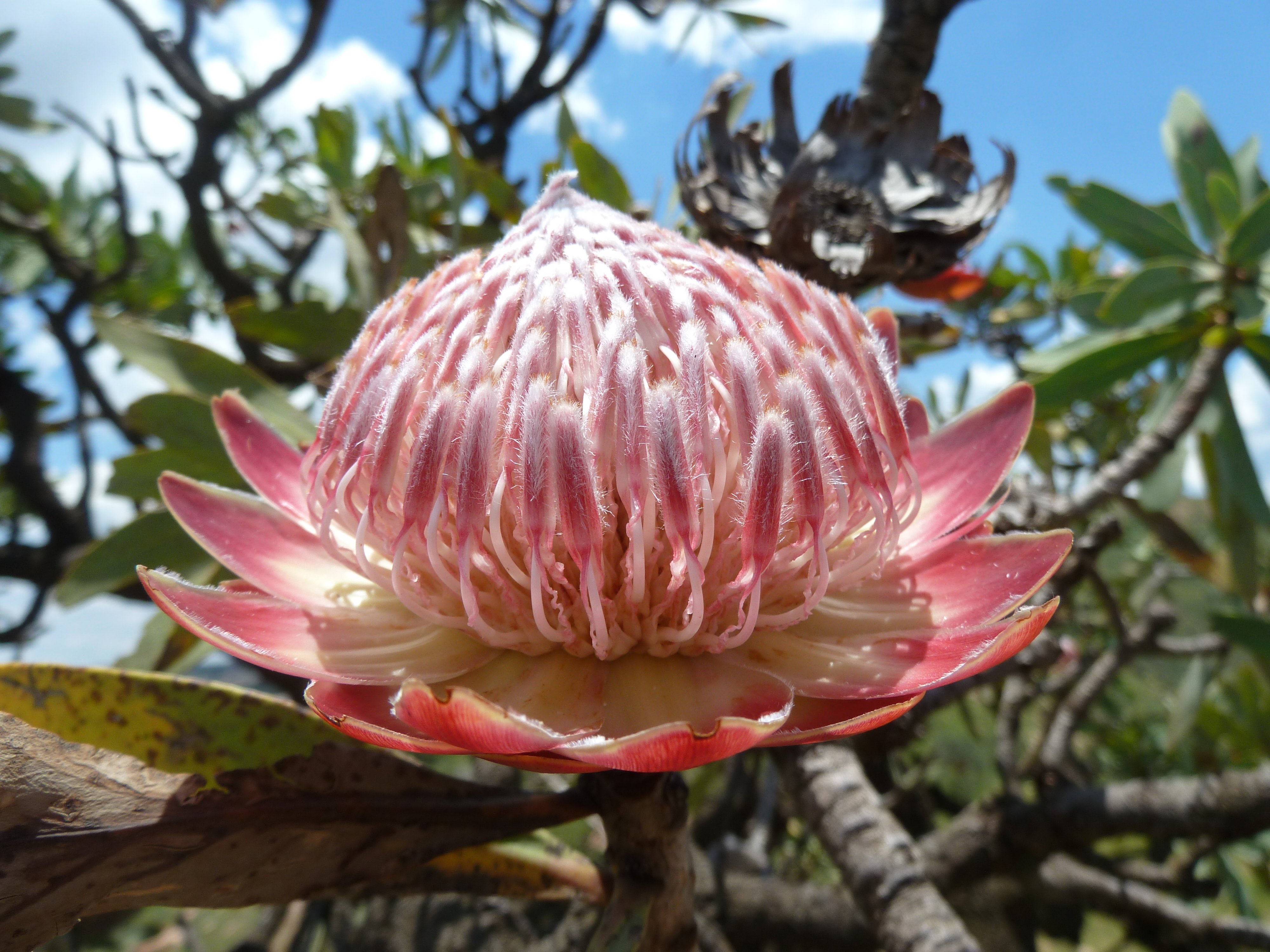
Protea caffra
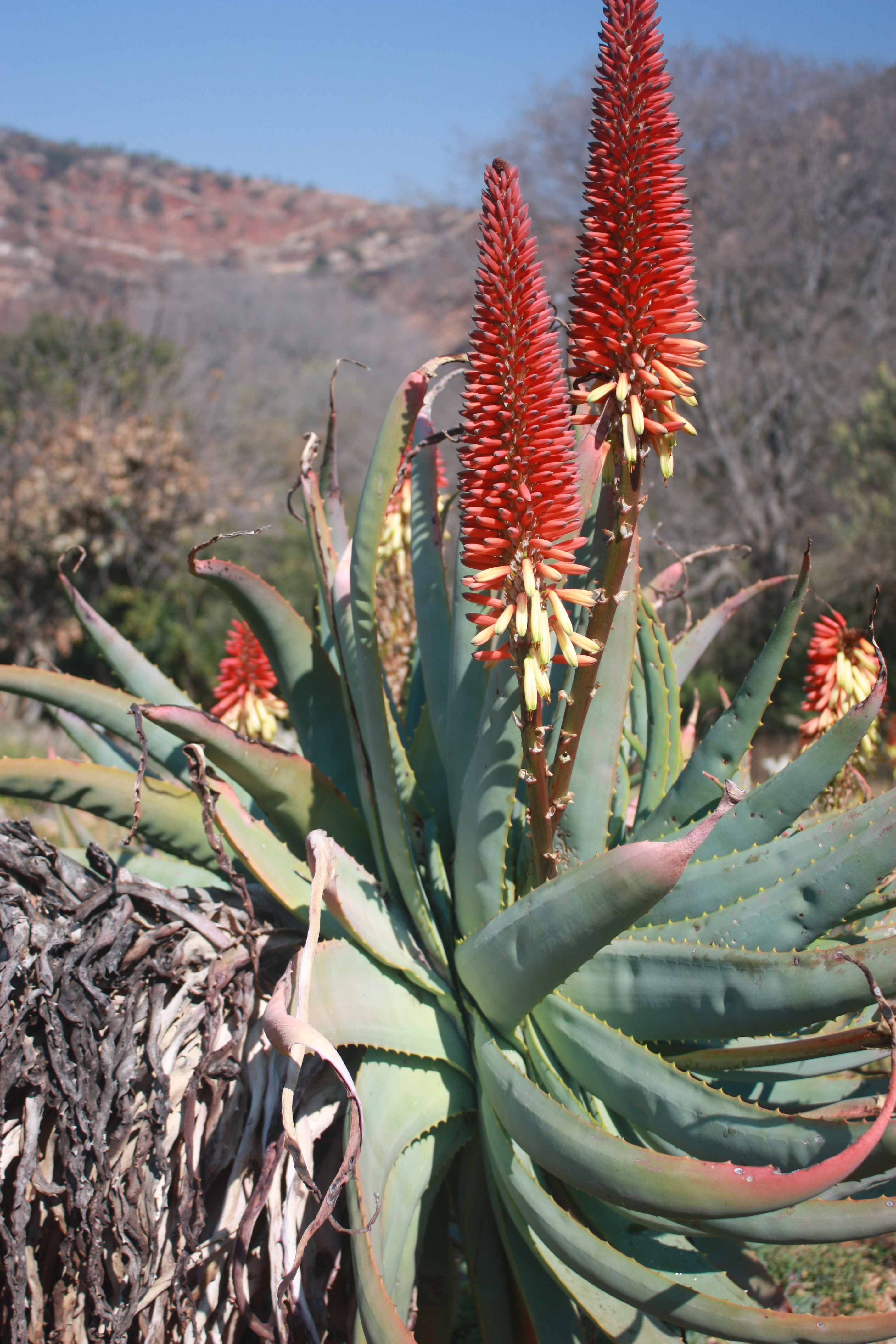
Aloe mutabilis
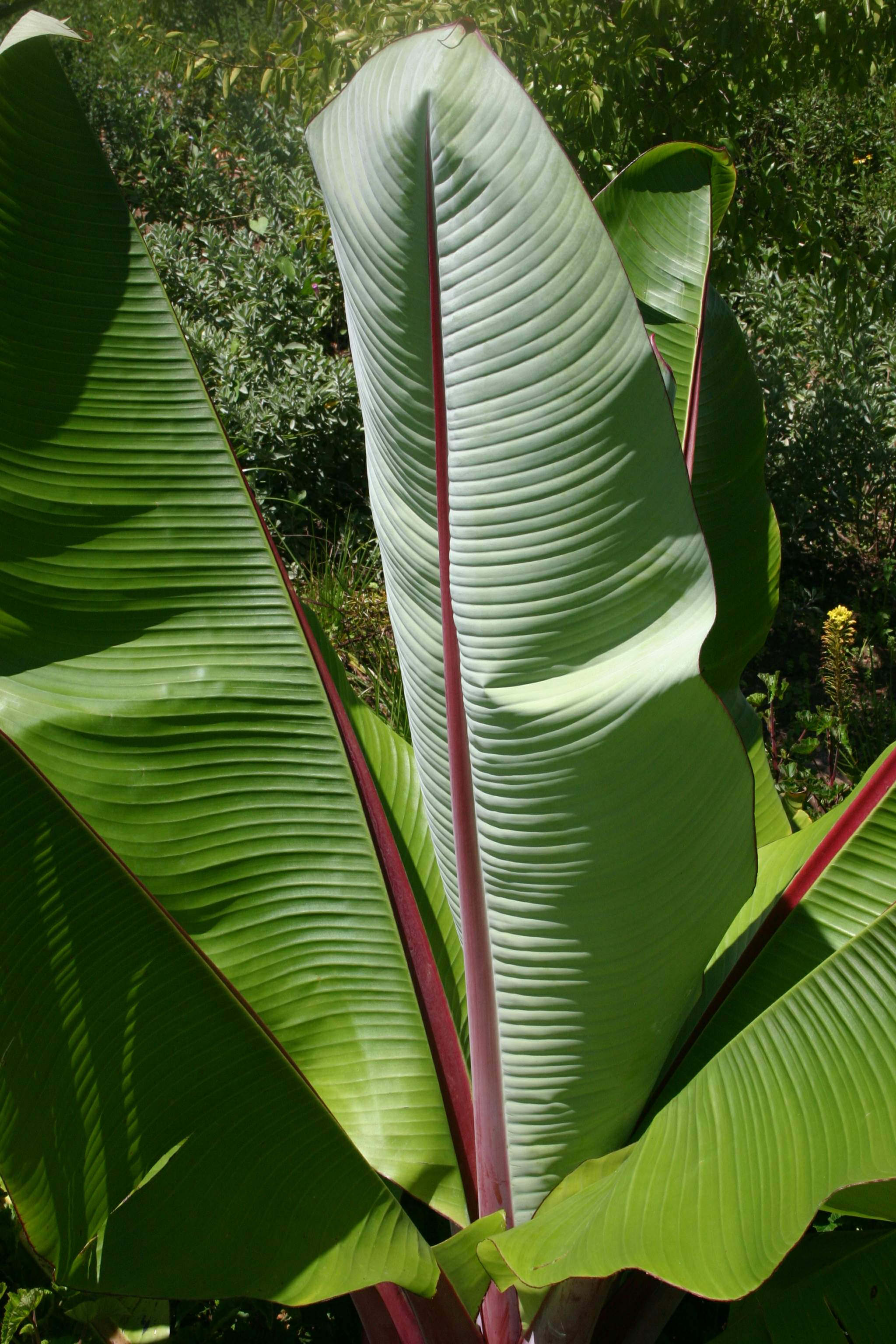
Ensete ventricosum
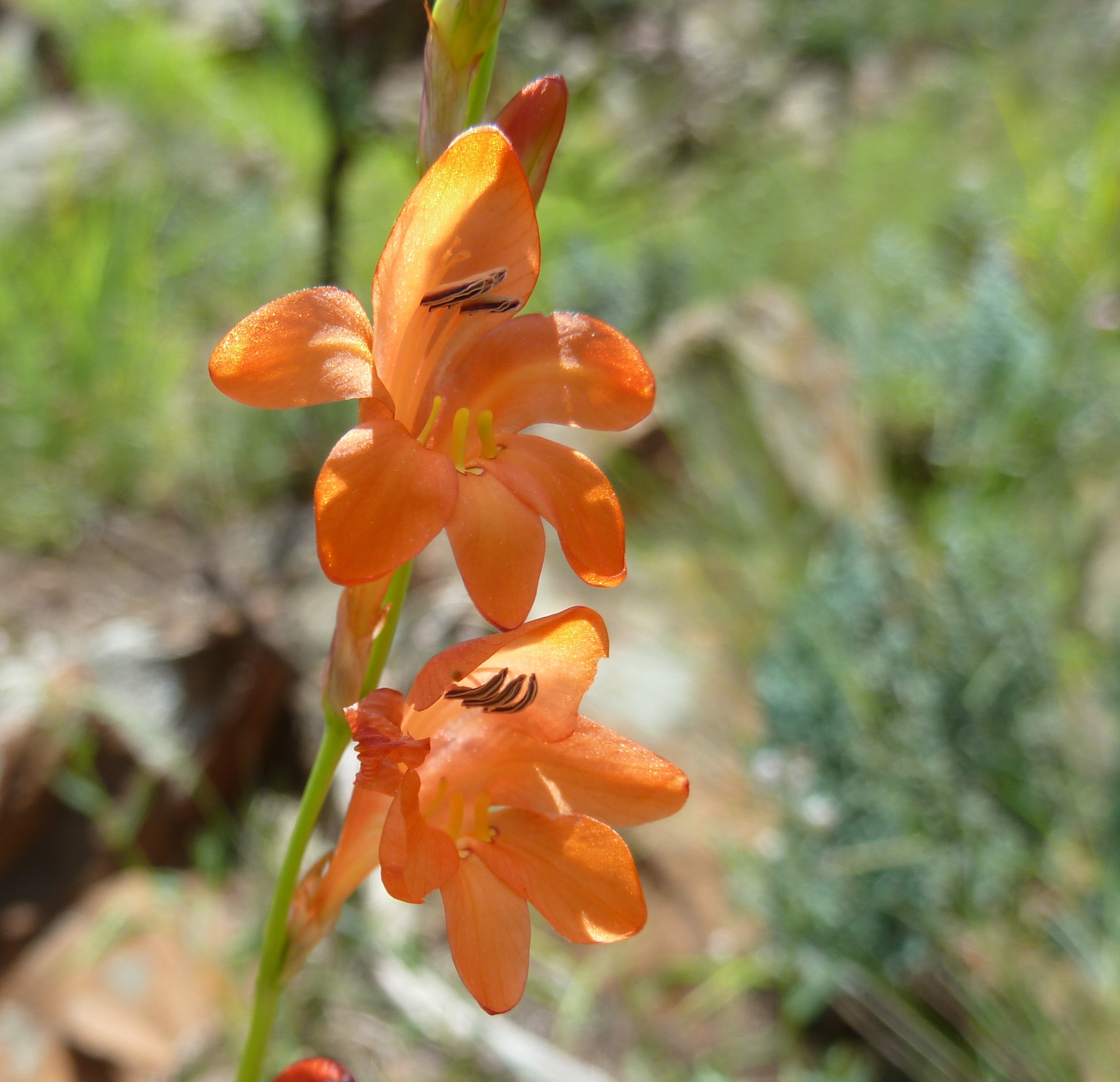
Tritonia nelsonii
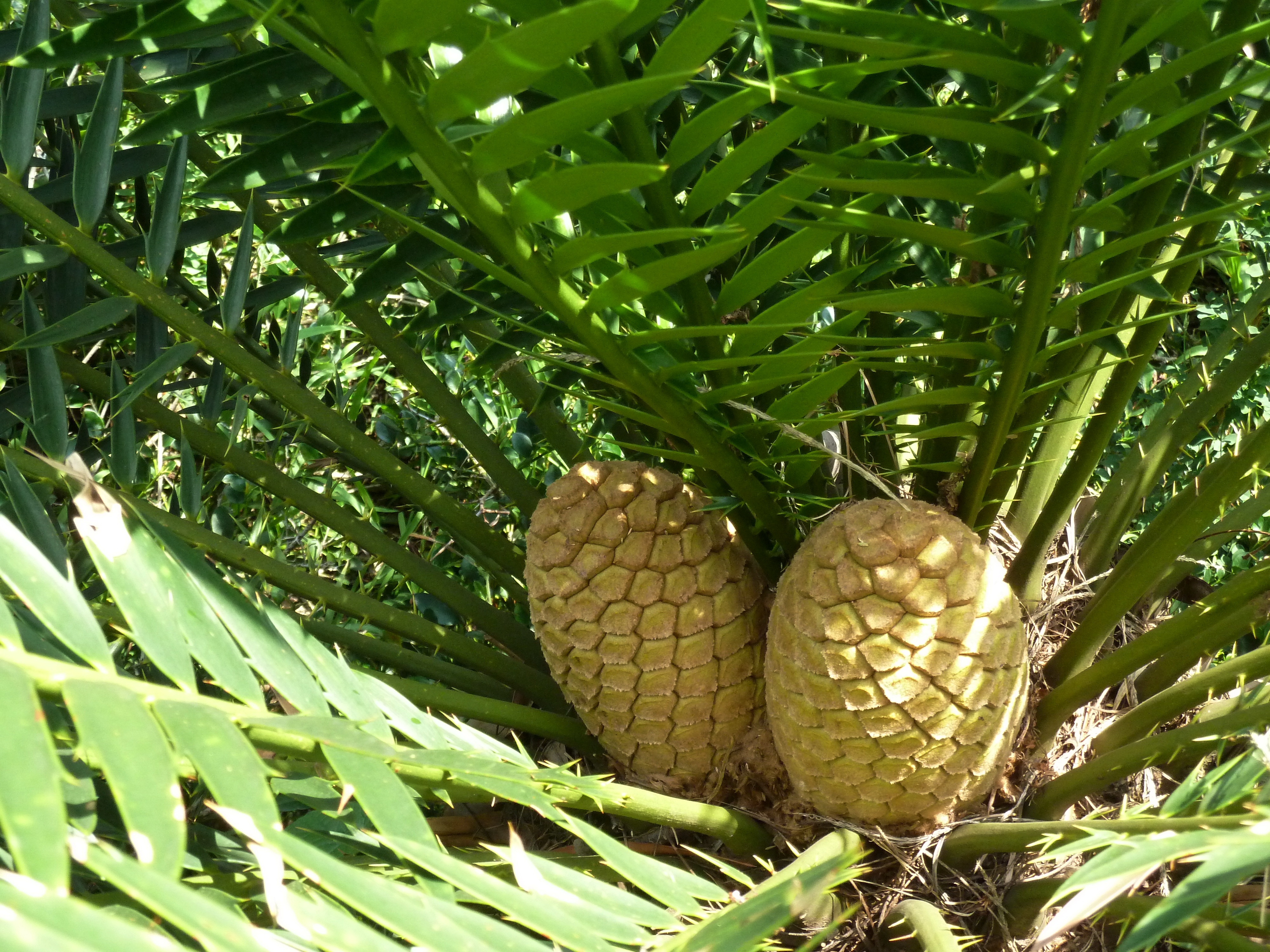
Encephalartos senticosus
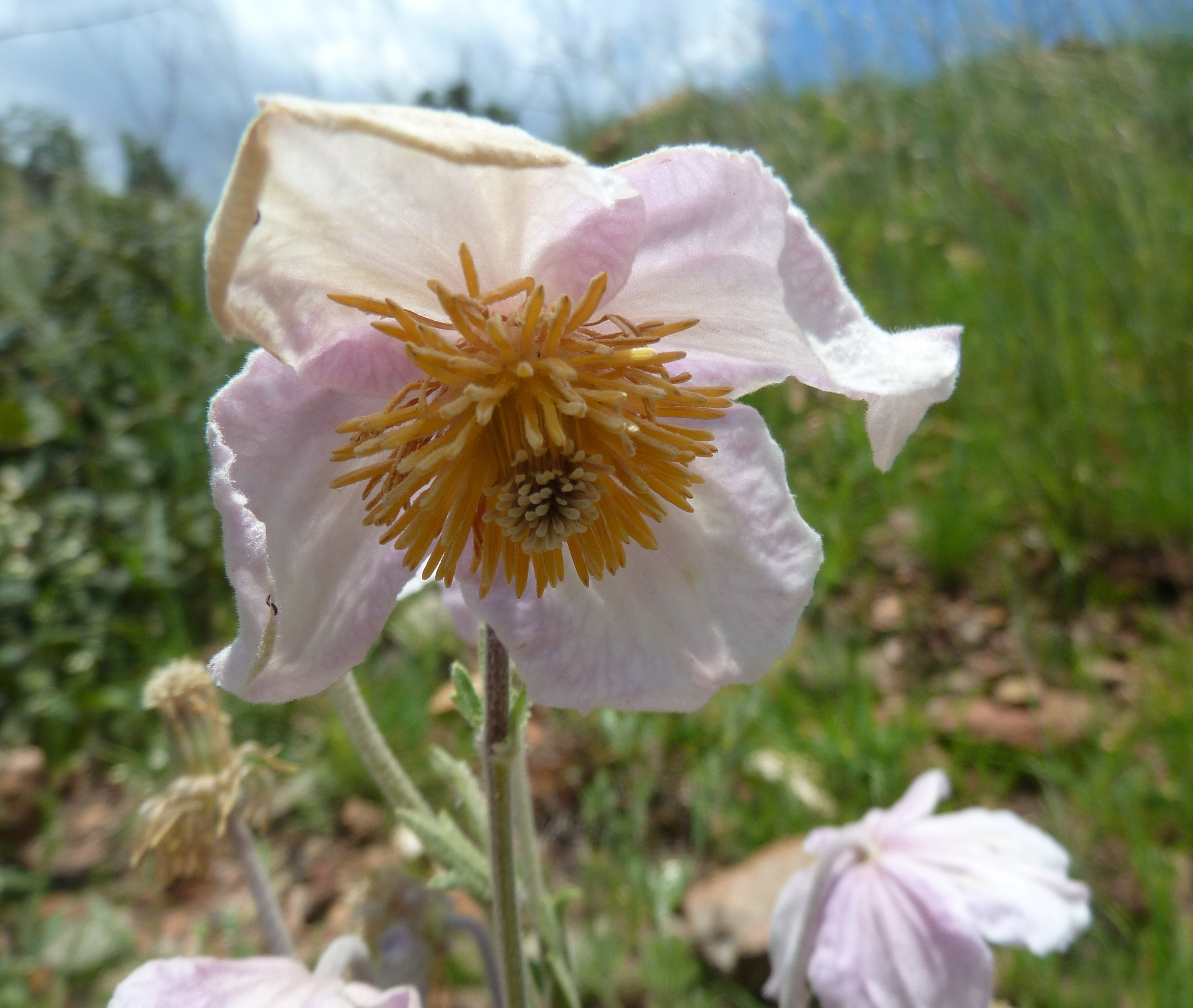
Clematis villosa
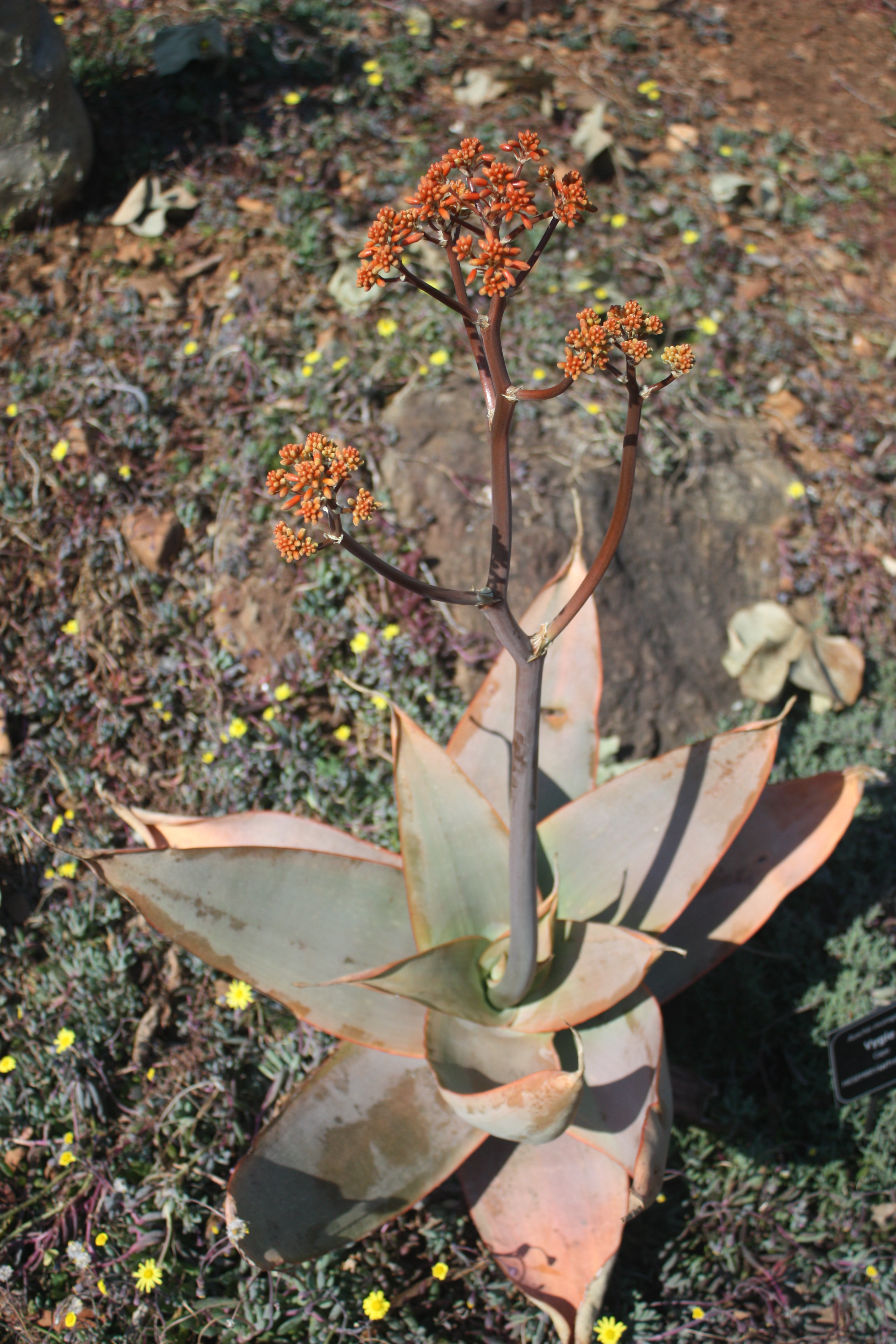
Aloe striata
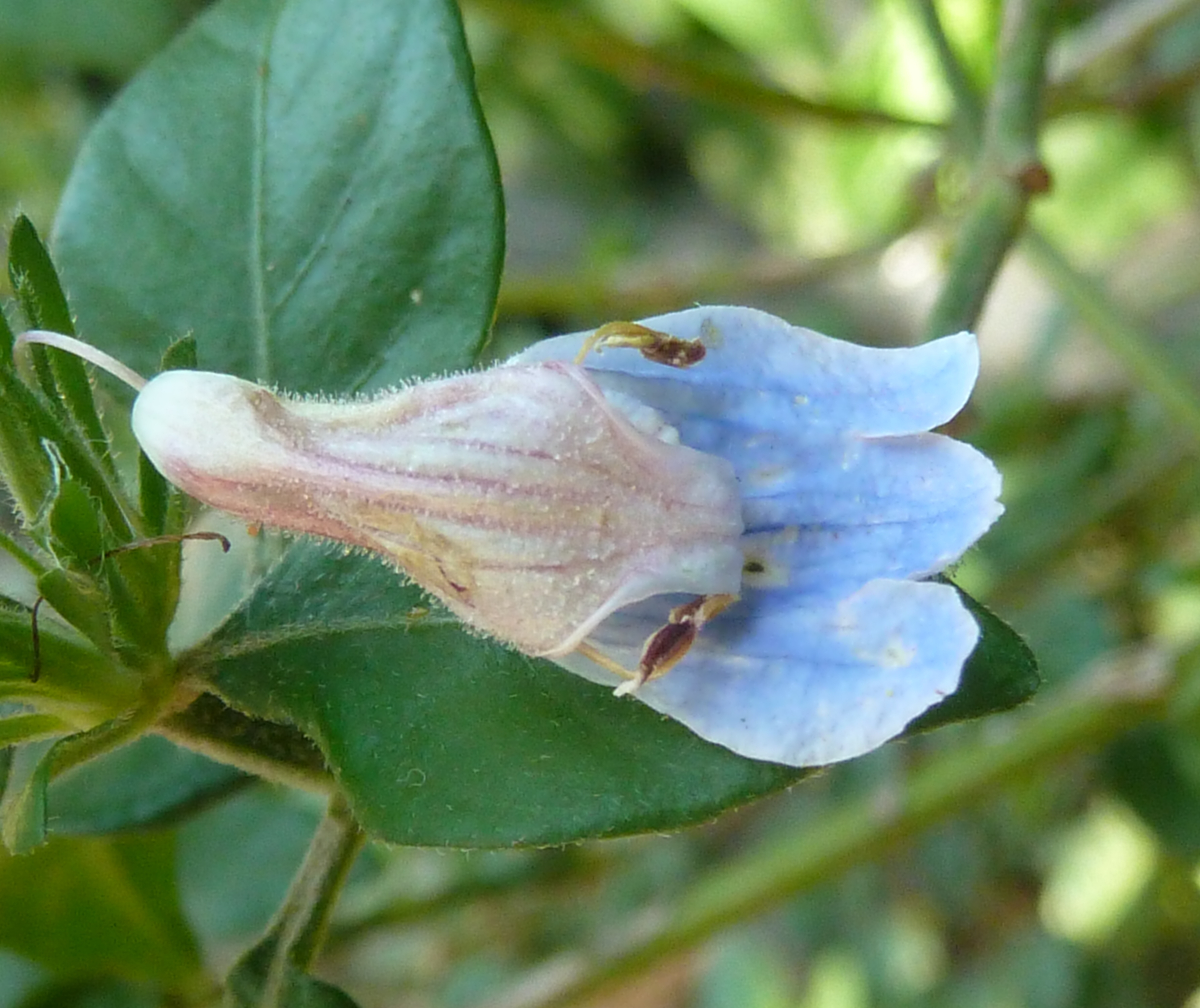
Justicia petiolaris[12] im Gewächshaus